# Fairfield megye (Connecticut)
Fairfield megye az Amerikai Egyesült Államokban, azon belül Connecticut államban található. Megyeszékhelye nincs, legnagyobb városa népesség alapján Bridgeport, terület alapján Newtown. Lakosainak száma 957 419 fő (2020. április 1.). Fairfield megye Litchfield, Westchester, Dutchess, Putnam, New Haven és Suffolk megyékkel határos.

## Népesség
A megye népességének változása:
| Lakosok száma | 919 365 | 927 744 | 933 733 | 939 904 | 948 053 | 957 419 |
|               | 2010    | 2011    | 2012    | 2013    | 2015    | 2020    |

## Városok

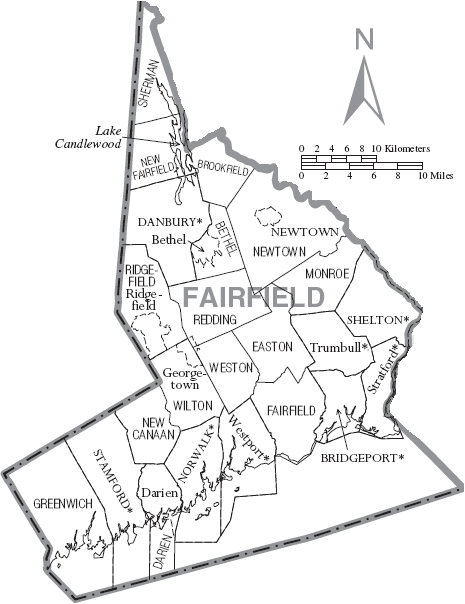
Fairfield megye térképe

Berkshire, Bethel, Branchville, Bridgeport, Brookfield, Byram, Cos Cob, Cranbury, Danbury, Darien, Easton, Fairfield, Georgetown, Glenville, Greenfield Hill, Greenwich, Hawleyville, Huntington, Long Hill, Lyons Plain, Mill Plain, Monroe, New Canaan, New Fairfield, Newtown, Nichols, Noroton, Noroton Heights, Norwalk, Redding, Redding Ridge, Ridgefield, Riverside, Round Hill, Sandy Hook, Saugatuck, Shelton, Sherman, Southport, Stafford, Stamford, Stepney, Stratford, Trumbull, Weston, Westport, Wilton, Winnipauk.